# Eucerotoma perplexa
Eucerotoma perplexa es una especie de insecto coleóptero de la familia Chrysomelidae.
Fue descrita científicamente en 1866 por Baly.